# ودران زرنیچ
ودران زرنیچ (انگلیسی: Vedran Zrnić؛ زادهٔ ۲۶ سپتامبر ۱۹۷۹) بازیکن هندبال اهل کرواسی بود.